# Час наказує старості знищити красу
Час наказує старості знищити красу — алегорична картина італійського художника Помпео Батоні 1746 року. Написана олійними фарбами на полотні. Її замовив у нього Бартоломео Таленті, колекціонер з Лукки.Картина потрапила до колекції російського графа Миколи Кушелєва-Безбородька. У 1961 році її придбала Національна галерея в Лондоні, де картина зараз виставляється.

## Опис
Час — крилата фігура старого з пісочним годинником, наказує своїй супутниці Старості спотворити обличчя молодої жінки, яка є уособленням Краси. Ця взаємодія спонукає глядача подумати про короткочасність молодості та неминучий плин часу.